# Gare de Rómaifürdő
La gare de Rómaifürdő est une gare ferroviaire située dans le 3e arrondissement de Budapest en Hongrie. Elle est desservie par la ligne H5 du HÉV de Budapest.

## Situation ferroviaire
La gare est située à 8 kilomètres du terminus Batthyány tér, sur l'avenue Szentendrei, à une altitude de 107 mètres.

## Histoire
Bien que la ligne ait été créé en 1888, la gare de Rómaifürdő n'a été inaugurée qu'en 1913 puis reconstruite dans les années 1970.

## Service des voyageurs

### Intermodalité
Trois lignes de bus ainsi qu'une ligne de bus nocturne assure la correspondance avec le HÉV : réseau de bus BKV lignes 34 et 134; réseau nocturne de bus BKV ligne 923.

## À proximité
Située sur les bords du Danube, Rómaifürdő est un quartier qui depuis l'époque romaine vit au rythme de l'eau: c'est d'ici que la cité romaine d'Aquincum était approvisionnée en eau. C'est également ici que l'on trouve les plages de Római-part, appréciées par les Budapestois.